# リトルプリンセスエマ
リトルプリンセスエマ (Littleprincessemma) はアメリカ合衆国の競走馬、繁殖牝馬。現役時代は未勝利に終わったが、繁殖牝馬として2015年のアメリカクラシック三冠馬アメリカンファラオを産んだ。

## 戦績
2006年2月24日に誕生。同年11月のキーンランド当歳馬セールでBen McElroyAgentによって13万5000ドルで落札され、翌年9月のキーンランド1歳馬セールでザヤットステーブル（Zayat Stables）によって25万ドルで落札された。リトルプリンセスエマという馬名はザヤットステーブルのオーナーの娘の名前（Emma）から名付けられた。
名門スティーヴン・アスムッセンに入厩し、2008年7月にデビューするが、14頭立ての6着に敗れる。2戦目は12頭立ての最下位に沈み、この2戦のみで現役を引退した。

### 競走成績
以下の内容は、Equibaseの情報に基づく。
| 出走日     | 競馬場             | 競走名 | 格 | 距離   | 頭数 | 人気  | 着順 | 騎手             | 着差      | 1着（2着）馬 |
| ---------- | ------------------ | ------ | -- | ------ | ---- | ----- | ---- | ---------------- | --------- | ------------ |
| 2008.07.06 | チャーチルダウンズ | 未勝利 |    | ダ6f   | 14頭 | 2人気 | 6着  | S.ブリッジモハン | 9馬身1/4  | C. S. Silk   |
| 0000.08.07 | サラトガ           | 未勝利 |    | ダ5.5f | 12頭 | 2人気 | 12着 | J.カステリャーノ | 31馬身1/4 | Selva        |

## 繁殖牝馬時代
2009年からザヤットステーブルで繁殖入り。初年度は不受胎に終わり、2011年に父マイモニデス（Maimonides）の初仔（XiXiXi）を出産している。翌年に生まれた第2仔アメリカンファラオ（父パイオニアオブザナイル）が2014年にデビューし、2歳GIを連勝。同年11月、アメリカンファラオの全兄弟を受胎した状態でファシグティプトン・ノベンバーセールに上場され、210万ドルでサマーウインドファーム（Summer Wind Farm）によって落札された。翌年、アメリカンファラオは圧倒的な強さで1978年のアファームド以来37年ぶりとなるアメリカクラシック三冠制覇を達成。秋にはブリーダーズカップ・クラシックも制してエクリプス賞年度代表馬に満票で選出された。
2014年生まれのアメリカンファラオの全妹はアメリカンクレオパトラ（American Cleopatra）と名付けられ、2016年にデビュー。同年のGIデルマーデビュータントステークス(GI)で2着に入ったが、僅か3戦で現役を引退し、繁殖入りした。2015年生まれの全弟はクールモアグループに購入され、セントパトリックスデー（St Patrick's Day）の名で2017年に米国でデビュー。翌年からアイルランドに移籍し、同年のルネサンスステークス(GIII)で2着となっている。
2016年生まれの父タピットの牝馬チェイシングイエスタデイが2018年のスターレットステークス(GI)を制し、母の産駒として2頭目のGI勝ち馬となった。
2017年にはアメリカンファラオの全弟（ザプリンスオブザベス／Theprinceofthebes）、2018年にはチェイシングイエスタデイの全弟（トリプルタップ／Triple Tap）が誕生している。

## 血統表
| リトルプリンセスエマの血統     | リトルプリンセスエマの血統  | リトルプリンセスエマの血統 | （血統表の出典）    | （血統表の出典） |
| 父系                           | ストームキャット系          | ストームキャット系         | ストームキャット系  | [ § 2 ]          |
| 父 Yankee Gentleman 1999 鹿毛  | 父の父Storm Cat 1983 黒鹿毛 | Storm Bird                 | Northern Dancer     | Northern Dancer  |
| 父 Yankee Gentleman 1999 鹿毛  | 父の父Storm Cat 1983 黒鹿毛 | Storm Bird                 | South Ocean         |                  |
| 父 Yankee Gentleman 1999 鹿毛  | 父の父Storm Cat 1983 黒鹿毛 | Terlingua                  | Secretariat         | Secretariat      |
| 父 Yankee Gentleman 1999 鹿毛  | 父の父Storm Cat 1983 黒鹿毛 | Terlingua                  | Crimson Saint       |                  |
| 父 Yankee Gentleman 1999 鹿毛  | 父の母Key Phrase 1991 栗毛  | Flying Paster              | Gummo               | Gummo            |
| 父 Yankee Gentleman 1999 鹿毛  | 父の母Key Phrase 1991 栗毛  | Flying Paster              | Procne              |                  |
| 父 Yankee Gentleman 1999 鹿毛  | 父の母Key Phrase 1991 栗毛  | Sown                       | Grenfall            | Grenfall         |
| 父 Yankee Gentleman 1999 鹿毛  | 父の母Key Phrase 1991 栗毛  | Sown                       | Bad Seed            |                  |
| 母 Exclusive Rosette 1993 栗毛 | 母の父Ecliptical 1982 栗毛  | Exclusive Native           | Raise a Native      | Raise a Native   |
| 母 Exclusive Rosette 1993 栗毛 | 母の父Ecliptical 1982 栗毛  | Exclusive Native           | Exclusive           |                  |
| 母 Exclusive Rosette 1993 栗毛 | 母の父Ecliptical 1982 栗毛  | Minnetonka                 | Chieftain           | Chieftain        |
| 母 Exclusive Rosette 1993 栗毛 | 母の父Ecliptical 1982 栗毛  | Minnetonka                 | Heliolight          |                  |
| 母 Exclusive Rosette 1993 栗毛 | 母の母Zetta Jet 1984 鹿毛   | Tri Jet                    | Jester              | Jester           |
| 母 Exclusive Rosette 1993 栗毛 | 母の母Zetta Jet 1984 鹿毛   | Tri Jet                    | Haze                |                  |
| 母 Exclusive Rosette 1993 栗毛 | 母の母Zetta Jet 1984 鹿毛   | Queen Zetta                | Crozier             | Crozier          |
| 母 Exclusive Rosette 1993 栗毛 | 母の母Zetta Jet 1984 鹿毛   | Queen Zetta                | Miami Mood          |                  |
| 母系(F-No.)                    | 14号族(FN:F14)              | 14号族(FN:F14)             | 14号族(FN:F14)      | [ § 3 ]          |
| 5代内の近親交配                | Bold Ruler5×5=6.25%         | Bold Ruler5×5=6.25%        | Bold Ruler5×5=6.25% | [ § 4 ]          |
| 出典                           | 1. 2. 3. 4.                 | 1. 2. 3. 4.                | 1. 2. 3. 4.         | 1. 2. 3. 4.      |